# Jodo-myeon
Jodo-myeon (koreanska: 조도면)  är en socken i kommunen Jindo-gun i provinsen Södra Jeolla i den sydvästra delen av Sydkorea, 370 km söder om huvudstaden Seoul. Den består av 177 öar, varav 36 är bebodda. Huvudön heter Hajodo.